# Angéline Bertinelli
Angéline Fanny Lionelle Bertinelli, född 4 augusti 2005, är en fransk konstsimmare.

## Karriär
Vid junior-EM 2022 i Alicante var Bertinelli en del av Frankrikes lag som tog silver i det tekniska lagprogrammet. Vid junior-EM 2023 i Funchal var hon en del av Frankrikes lag som tog brons i det tekniska lagprogrammet. Vid junior-EM 2024 i Cottonera var Bertinelli en del av Frankrikes lag som silver i fria lagprogrammet och brons i det tekniska lagprogrammet.
Vid konstsim-EM 2025 i Funchal var Bertinelli en del av Frankrikes lag som tog brons i det tekniska lagprogrammet.